# Прості білки
Прóсті́ білки́, або протеї́ни — білки, які побудовані тільки із залишків α-амінокислот (при гідролізі розпадаються тільки на амінокислоти) та не вимагають для функціонування наявності небілкових простетичних груп.
Це важлива частина харчування тварин і людини (основні джерела: бобові, горіхи, зернові, картопля, молоко, м'ясо; меншою мірою: овочі, фрукти, ягоди та гриби), оскільки в їх організмах не можуть синтезуватися всі незамінні амінокислоти і частина повинна надходити з білковою їжею. В процесі травлення ферменти руйнують спожиті білки до амінокислот, які використовуються для біосинтезу власних білків організму або піддаються подальшому розпаду для отримання енергії.

## Назва
До 1920-х років у науковій літературі українською та російською мовою прості білки часто позначалися терміном «протеїни» на противагу складним білкам, які називали «протеїдами». Наразі термін протеїни використовують для усіх білків, не залежно від їхнього хімічного складу.

## Групи
Прості білки за розчинністю у воді й сольових розчинах умовно поділяються на кілька груп: протаміни, гістони, альбуміни, глобуліни, проламіни, глютеліни.

### Гістони і протаміни
Вони є найпростішими білками. Характерною особливістю їх є слабколужні властивості розчинів. Це зумовлено наявністю в складі їх великої кількості діамінокарбонових кислот — аргініну, лізину і гістидину. Наприклад, гістони містять 20-35 % основних амінокислот, а протаміни ще більше (50-80 %). У зв'язку з цим протаміни виявляють більш лужний характер, ніж гістони. Характерною ознакою провітамінів є й те, що вони мають велику молекулярну масу порівняно з іншими білками.
Гістони і протаміни в значних кількостях містяться у зобній залозі, у спермі й ікрі риб, у селезінці тощо. Назва представників цих класів білків походить від джерела їх добування. Так, протамін, виділений зі скумбрії, називають скумбрином, з молок оселедця (лат. Clupea) — клупеїном тощо.
Гістони і протаміни входять до складу складних білків зокрема нуклеопротеїнових ядер.

### Альбуміни і глобуліни
Ці білки дуже поширені в тваринному і рослинному світі і здебільшого зустрічаються разом. Вони становлять основу протоплазми. Їх є багато в плазмі крові, сироватці молока та різних тканинах організму.
Співвідношення між альбумінами і глобулінами у здоровому організму завжди знаходяться в певних межах і називаються альбуміно-глобуліновим (А/Г) коефіцієнтом. Альбуміни відрізняються від глобулінів як хімічним складом, так і фізико-хімічними властивостями. Зокрема, альбуміни на відміну від глобулінів, містять значно меншу кількість глікоколу і більшу кількість сірковмісних амінокислот.
Характерною ознакою альбумінів є менша молекулярна маса порівняно з глобулінами. Наприклад, молекулярна маса альбуміну плазми крові дорівнює 68 000, а глобуліну — 180 000. Глобуліни — більш грубо дисперсні і менш гідрофільні, ніж альбуміни. Тому колоїдні розчини глобулінів не такі стійкі, як в альбумінів.
Відділяють альбуміни від глобулінів висолюванням сульфатом амонію. Глобуліни випадають в осад при 50%-ному, а альбуміни — при 100%-ному насиченні розчину сульфатом амонію.

### Глютеліни і проламіни
Вони є рослинними білками і характеризуються високим вмістом проліну і глутамінової кислоти. Глютеліни розчинні в розбавлених кислотах і лугах, тоді як у воді і розбавлених сольових розчинах — ні. Представниками цього класу білків є глютелін (білок кукурудзи), оризенін (білок рису) тощо. Проламіни, як глютеліни, не розчинні у воді, але добре розчиняються в 70-80%-ному етиловому спирті. До проламінів належать зеїн (білок кукурудзи), гордеїн (білок ячменю), гліадин (білок пшениці та жита) та ряд інших. Глютеліни і проламіни становлять основну масу білків зернових культур.

### Протеїноїди (склеропротеїни)
Це білки опірних і покривних тканин: кісток, хрящів, волосся тощо. Характерною особливістю цих білків є висока стійкість проти різних розчинників. Вони не розчиняються у воді, розчинах нейтральних солей, розбавлених кислотах і лугах. На протеїноїди не діють ферменти. Тому при потраплянні в організм з їжею вони дуже погано засвоюються. Представниками склеропротеїнів є фіброїн, кератини, колаген, еластин та ряд інших білків.

### Глікопротеїни
Полімерні сполуки, які містять ковалентно зв'язані між собою сахарид та амінокислотний залишок, в основному включають протеїни з оліго- й полісахаридними групами порівняно низької молекулярної маси (точного визначення границь її немає).

## Протеїнова інженерія
Методи синтезу протеїнів зі зміненою чи новою амінокислотною послідовністю. До таких методів належать: хімічна модифікація протеїнів, транскрипція та трансляція, твердофазний поліпептидний синтез.
Вільна енергія білка є сумою числа різних типів взаємодій, включаючи:
- контактна енергія Ван-дер-Ваальса між атомами;
- кулонівська інтеракція;
- водневі зв'язки;
- гідрофобний ефект;
- молекулярні коливання;
- зміна конформації та коливальна ентропія.

Вільна енергія {\displaystyle G(S,F)} множини {\displaystyle S=\{A_{1},A_{2},...,A_{n}\}} у образі {\displaystyle F} може бути записана як
{\displaystyle G(S,F)=\sum _{\langle i,j\rangle }\gamma (A_{i},A_{j})H(r_{0}-r_{ij}),}
де {\displaystyle \gamma (A_{i},A_{j})} - взаємодія між амінокислотами, які знаходяться у позиціях {\displaystyle i} та {\displaystyle j}, {\displaystyle H(r_{0}-r_{ij})} - функція Гевісайда.